# Марк Геганий Мацерин (консул 447 пр.н.е.)
Вижте пояснителната страница за други личности с името Марк Геганий Мацерин.
Марк Геганий Мацерин (на латински: Marcus Geganius Macerinus) e римски политик от 5 век пр.н.е., брат на Прокул Геганий Мацерин, консул от 440 пр.н.е. Той произлиза от патрицианската фамилия Гегании.
Марк Геганий Мацерин става консул през 447, 443, 437 пр.н.е. и цензор през 435 пр.н.е.
През 447 пр.н.е. той е консул заедно с Гай Юлий Юл. Двамата водят военни кампании срещу волските и еквите. През 443 пр.н.е. е консул за втори път с Тит Квинкций Капитолин Барбат. Бие се с волските и потушава въстание в град Ардеа. След това празнува триумф. През 437 пр.н.е. е отново консул с Луций Сергий Фидена. Градовете Фидена и Вейи водят войни с Рим.
През 435 пр.н.е. става цензор заедно с Гай Фурий Пацил Фуз, по време на управлението на диктатора Мамерк Емилий Мамерцин. През 431 пр.н.е. придружава диктатор Авъл Постумий Туберт в кампания срещу еквите и волските.